# Koninklijke Lierse Sportkring
El Koninklijke Lierse Sportkring és un equip de futbol belga de la ciutat de Lier.

## Història
- 1906: fundació del Liersche Sportkring
- 1908: afiliació a l'Union Belge des Sociétés de Sports Athlétiques (UBSSA - furura URBSFA)
- 1909: fundació del Turn-en Sportvereening Lyra
- 1910: afiliació a l'UBSSA del Lyra
- 1931: obtenció del títol de Société Royale, canvi de nom per Koninklijke Liersche Sportkring
- 1934: obtenció del títol de Société Royale, canvi de nom per LYRA (Koninklijke Maatschappij)
- 1948: canvi de nom per Koninklijke Lyra
- 1971: canvi de nom per Koninklijke Sportvereniging Lyra
- 1972: fusió del Liersche i del Lyra en Koninklijke Lierse Sportvereniging
- 1982: canvi de nom per Koninklijke Lierse Sportkring

fonts : DICTIONNAIRE DES CLUBS AFFILIES A L'URBSFA DEPUIS 1895 - archives URBSFA i foot 100 asbl

## Palmarès
- Lliga belga de futbol (4):
  - 1931-32, 1941-42, 1959-60, 1996-97
- Segona divisió belga de futbol (1):
  - 1926-27, 2009-10
- Segona divisió belga de futbol-Ronda final (3):
  - 1974, 1988, 2006
- Copa belga de futbol (2):
  - 1968-69, 1998-99
- Supercopa belga de futbol (2):
  - 1997, 1999

## Jugadors històrics
| - David Brocken - Jurgen Cavens - Jan Ceulemans - Gert Claessens - Filip Daems - Jostein Flo - Ralph Hasenhüttl - Herman Helleputte - Carl Hoefkens - Pieter Huistra - Stein Huysegems | - Dirk Huysmans - Marco Ingrao - Mini Jakobsen - Arouna Koné - Stanley Menzo - Marius Mitu - Jan Moons - Dragan Mrdja - Lucien Olieslagers - Bob Peeters - Jean-Marie Pfaff | - Kjetil Rekdal - Peter Ressel - Andrzej Rudy - Marc Schaessens - Axel Smeets - Eddy Snelders - Archie Thompson - Tony Vairelles - Erwin Vandenbergh - Fons Van Brandt - Eric Van Meir | - Gert Verheyen - Dany Verlinden - Bernard Voorhoof - Ognjen Vukojević - Thomas Zdebel - Santana José de Sous Zefilho - Charlie Miller - András Tóth |